# Triarthria tienshanensis
Triarthria tienshanensis là một loài ruồi trong họ Tachinidae.